# Rezydencje królewskie dynastii sabaudzkiej
Rezydencje królewskie dynastii sabaudzkiej (ang. Residences of the Royal House of Savoy, wł. Residenze sabaude in Piemonte) – zespół kilkunastu budowli w Turynie i jego okolicach, powstałych po 1562 roku, kiedy książę Sabaudii, Emanuel Filibert, przeniósł stolicę z Chambéry do Turynu. Zapoczątkowany przez niego program budowlany kontynuowali jego następcy. W efekcie powstał zespół cennych budowli, które zaprojektowali i udekorowali najwybitniejsi architekci i artyści poszczególnych epok. W skład zespołu wchodzą: Pałac Królewski oraz rezydencje wiejskie i pawilony myśliwskie. Rezydencje królewskie dynastii sabaudzkiej zostały w 1997 roku wpisane na listę światowego dziedzictwa UNESCO.

## Historia
Decydującą rolę w powstaniu przyszłego zespołu rezydencji odegrał książę Sabaudii Emanuel Filibert, który w 1562 roku postanowił przenieść siedzibę swego dworu z Chambéry do Turynu. Nowa stolica jego księstwa była wówczas małym, średniowiecznym miasteczkiem, pozostającym na marginesie głównych wydarzeń kulturalnych epoki renesansu. Inicjatywę Emanuela Filiberta kontynuowali jego następcy. W XVII i XVIII wieku zrealizowali oni obszerny program budowlany, nadając miastu i regionowi styl barokowy. Zasadniczym elementem założenia stały się rezydencje, budowane dla rozrywki i dla polowań, lokowane poza miastem. Zasadnicze znaczenie miały te budynki, w których książęta dynastii sabaudzkiej mieszkali i z których sprawowali centralną władzę – polityczną, administracyjną i kulturalną. Centrum władzy zostało skupione wokół Piazza Castello, przy którym zlokalizowano najważniejsze pałace, ściśle powiązane z wystawnymi willami i innymi budowlami położonymi z dala od centrum miasta. Część z nich, z racji swej urody architektonicznej, zyskała przydomek „corona delle delizie” („korona rozkoszy”). 
Dzięki stosunkom i powiązaniom dynastycznym dynastii sabaudzkiej z dworami królewskimi Paryża, Lizbony, Madrytu, Monachium i Wiednia, a także z miastami włoskimi na dworze w Turynie ukształtowało się kosmopolityczne środowisko artystyczne i kulturalne. Emmanuel Filibert stworzył podwaliny tradycji dworskiej, nieistniejącej wcześniej w Turynie. Realizowany program był symbolem władzy absolutnej władców Sabaudii. Projekty swych rezydencji zlecali oni renomowanym architektom, artystom i ogrodnikom, jak: Ascanio Vitoti, Carlo i Amedeo di Castellamonte, Guarino Guarini, Filippo Juvara, Michelangelo Garove, Benedetto Alfieri, Daniel Seiter, Francesco Solimena, Sebastiano Ricci, Charles André van Loo, Claudio Francesco Beaumont i Francesco Ladatte. Dzięki podjętym inicjatywom budowlanym wzbogacili swoje dziedzictwo, a także zbudowali państwo i jego europejską stolicę. W 1713 roku władcy dynastii sabaudzkiej zdobyli tron Królestwa Sycylii (Wiktor Amadeusz II), a w 1861 roku dokonali zjednoczenia Włoch pod berłem Wiktora Emanuela II. Zjednoczone Królestwo Włoch przetrwało do czasu powstania Republiki Włoskiej w 1946 roku.

## Urbanistyka i architektura
Chociaż głównym zamierzeniem Emanuela Filiberta było zbudowanie umocnień obronnych Turynu, to zdołał on stworzyć swą rezydencję w dawnym pałacu biskupim. W okresie od końca XVI do XVIII wieku jego następcy zrealizowali trzy duże projekty w sąsiedztwie Piazza Castello. Dzięki planom, podjętym przez Karola Emanuela I i realizowanym przez jego następców doszło do stworzenia „strefy zarządzania” położonej na północny wschód od miasta, służącej bardziej podkreśleniu pozycji księcia niż praktycznym celom obronnym. Zespół pałaców i willi, zbudowanych przez kolejnych książąt z dynastii sabaudzkiej został powiązany za pośrednictwem sieci prostych, zadrzewionych dróg w jedną całość z centrum w Turynie. Dawny pałac książęcy, który położony nieco z dala od centrum miasta, został odbudowany w nowej orientacji, tak aby miał bezpośrednie połączenie z Piazza Castello. Był on również powiązany z południową częścią miasta za pośrednictwem nowej drogi (obecna Via Roma), zbudowanej w latach 1612–1615 w celu połączenia z książęcą siedzibą w Mirafiori (obecnie nieistniejącą). Projekt ten był główną innowacją, ponieważ stworzył dwubiegunowość urbanistyczną i terytorialną. W 1673 roku Karol Emanuel II zlecił architektowi Amedeo di CastelIamonte przedłużenie miasta na wschód, w kierunku rzeki Pad. Nowa oś główna, Via Po, połączyła Piazza Castello poprzez most nad rzeką ze wzgórzem, na którym została zbudowana Villa della Regina. Przy tej okazji poszerzono Piazza Castello w kierunku wschodnim, budując wzdłuż jego boków urzędy państwowe i teatr królewski (Teatro Regio). Wiktor Amadeusz II zlecił kilku architektom (Michelangelo Garove, Antonio Bertola i Filippo Juvara) realizację trzeciego etapu rozbudowy w kierunku zachodnim, od Porta Susina do Castello di Rivoli i Palazzina di Stupinigi. Karol Emanuel III kontynuował realizację kilku projektów odziedziczonych po ojcu: rozbudowę Pałacu Królewskiego, budowę urzędów państwowych, teatru na Piazza Castello i przebudowę istniejących oraz wznoszenie nowych rezydencji pod kierunkiem Filippo Juvary, a po jego wyjeździe z Turynu w 1735 roku, pod kierunkiem Benedetto Alfieriego. 

### Rezydencje

#### W Turynie
Symbolicznym ośrodkiem władzy dynastii sabaudzkiej w sercu Turynu jest Pałac Królewski. Jego budowę zleciła w połowie XVII wieku regentka Sabaudii, Krystyna Maria Burbon, która zapragnęła mieć wystawną i pełną przepychu rezydencję dla swego dworu. Pałac został zaprojektowany przez nieznanego architekta, ale pierwszy projekt prawdopodobnie wykonał Amedeo di Castellamonte, autor fasady. Prace wykończeniowe i dekoracja wnętrz kontynuowane były przez kolejnych władców: Wiktora Amadeusza II, Karola Emanuela III i Wiktora Amadeusza III. Budowę pałacu ukończono w 1800 roku. Klomby kwiatowe zaprojektował w 1697 roku francuski architekt krajobrazu André Le Nôtre. Położony nieopodal Palazzo Madama zawdzięcza swoją nazwę dwóm księżnym Sabaudii, Krystynie Marii Burbon i Marii Joannie Sabaudzkiej, które zlecily Filippo Juvarze przebudowanie dotychczasowego zamku, zbudowanie w nim wystawnych schodów i nadanie mu eleganckiej elewacji. Powstały w latach 1718–1721 pałac przechodził różne koleje losu, będąc wcześniej fortecą i zamkiem. Obecnie mieści się w nim Miejskie Muzeum Sztuki Antycznej (Museo Civico d'Arte Antica). Swoją obecną nazwę pałac uzyskał w XIX wieku jako wyraz hołdu dla jego właścicielek, które chciały być tytułowane Madama Reale (od fr. Madame). Kolejnym obiektem jest barokowy Palazzo Carignano, w którym urodzili się Karol Albert i Wiktor Emanuel II i który po zjednoczeniu Włoch stał się siedzibą pierwszego parlamentu tego kraju. Nad brzegiem rzeki Pad wzniesiono w stylu francuskim Castello del Valentino, należący obecnie do Politechniki Turyńskiej (Politecnico di Torino). Również na wschodnim brzegu Padu, na zboczu wzgórza, wzniesiono Villa della Regina, otoczoną ogromnym ogrodem, posiadającą w swych zbiorach obrazy z XVII i XVIII wieku i oryginalne meble z epoki.

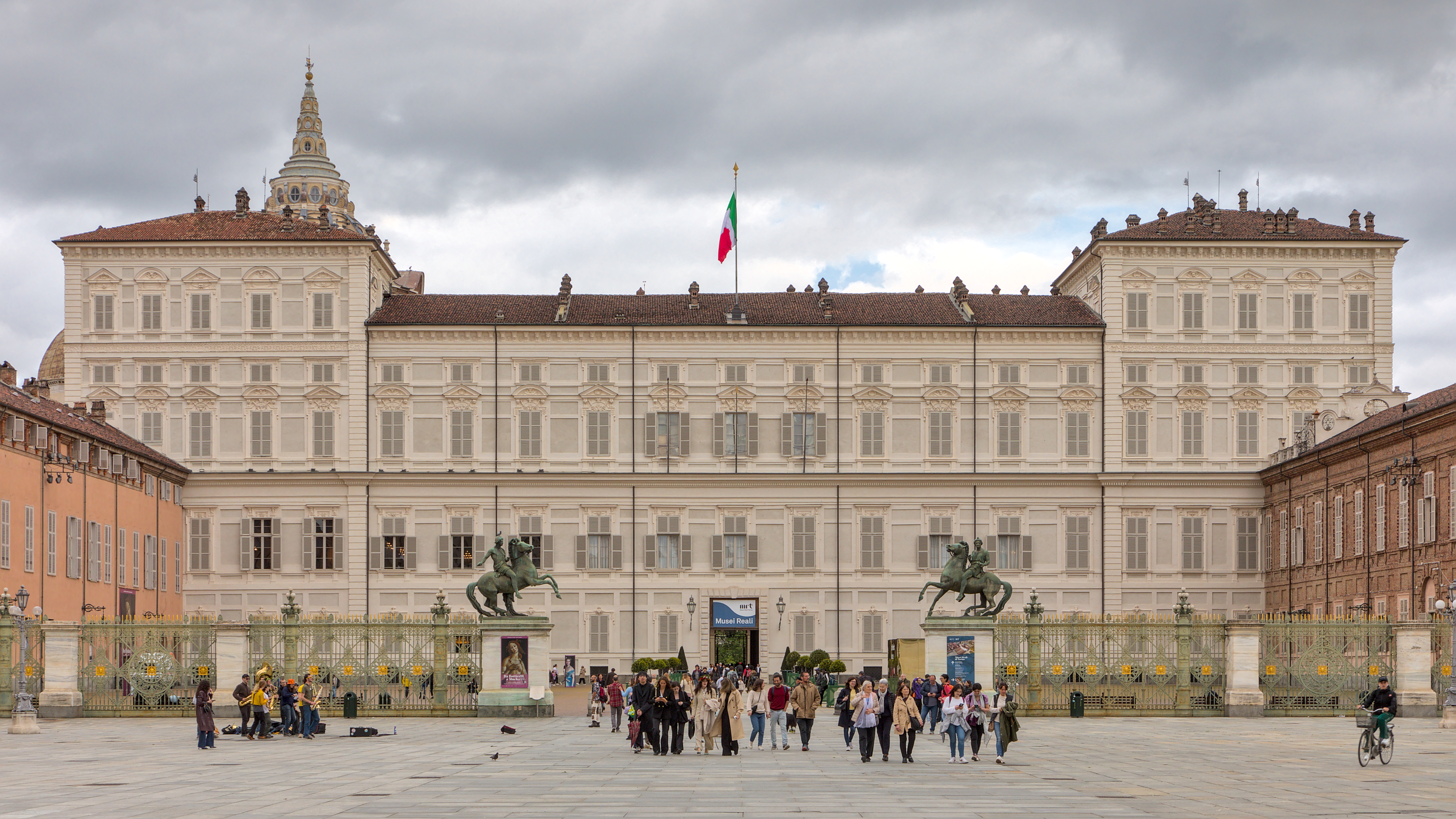
Palazzo Reale
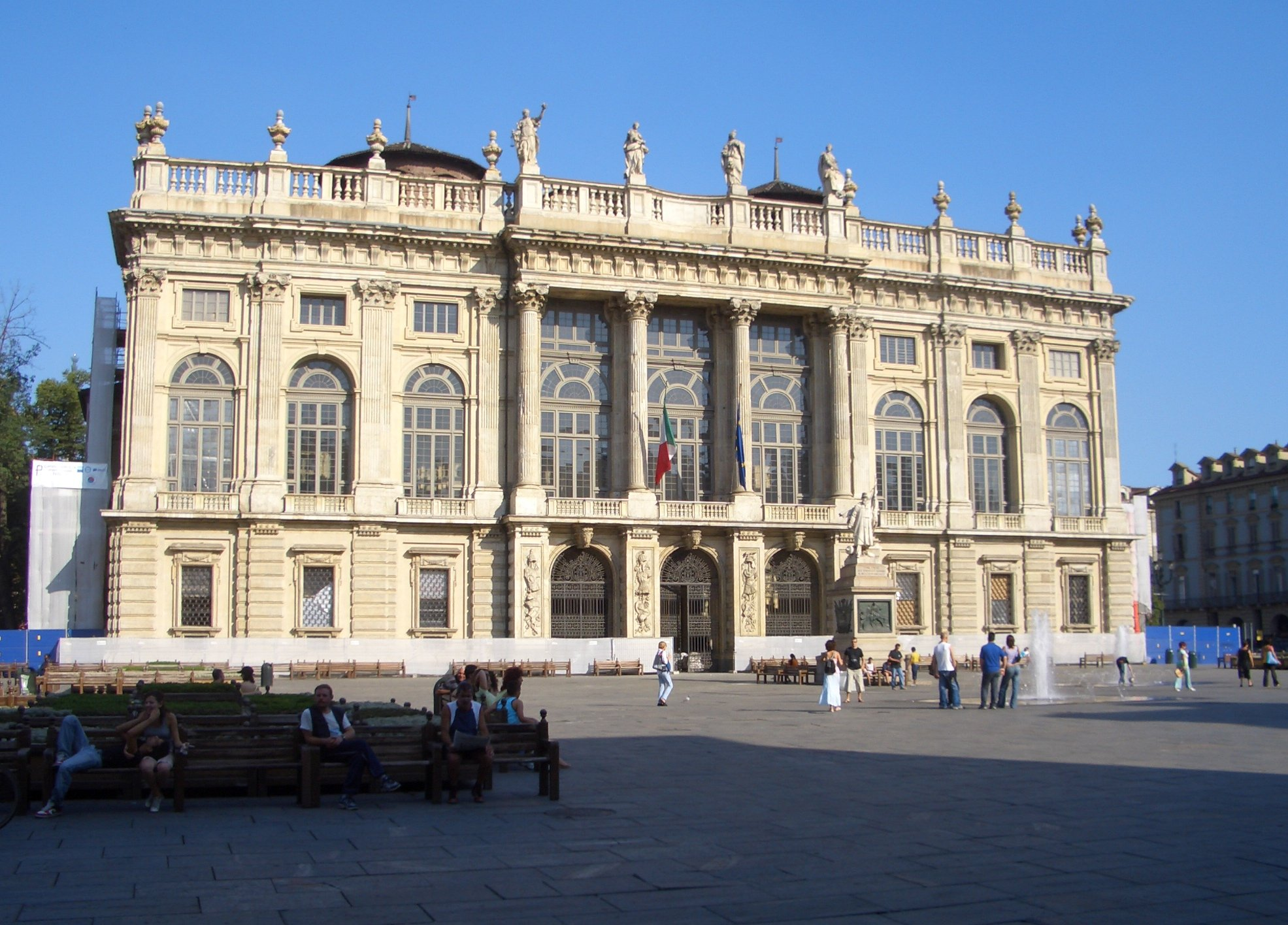
Palazzo Madama
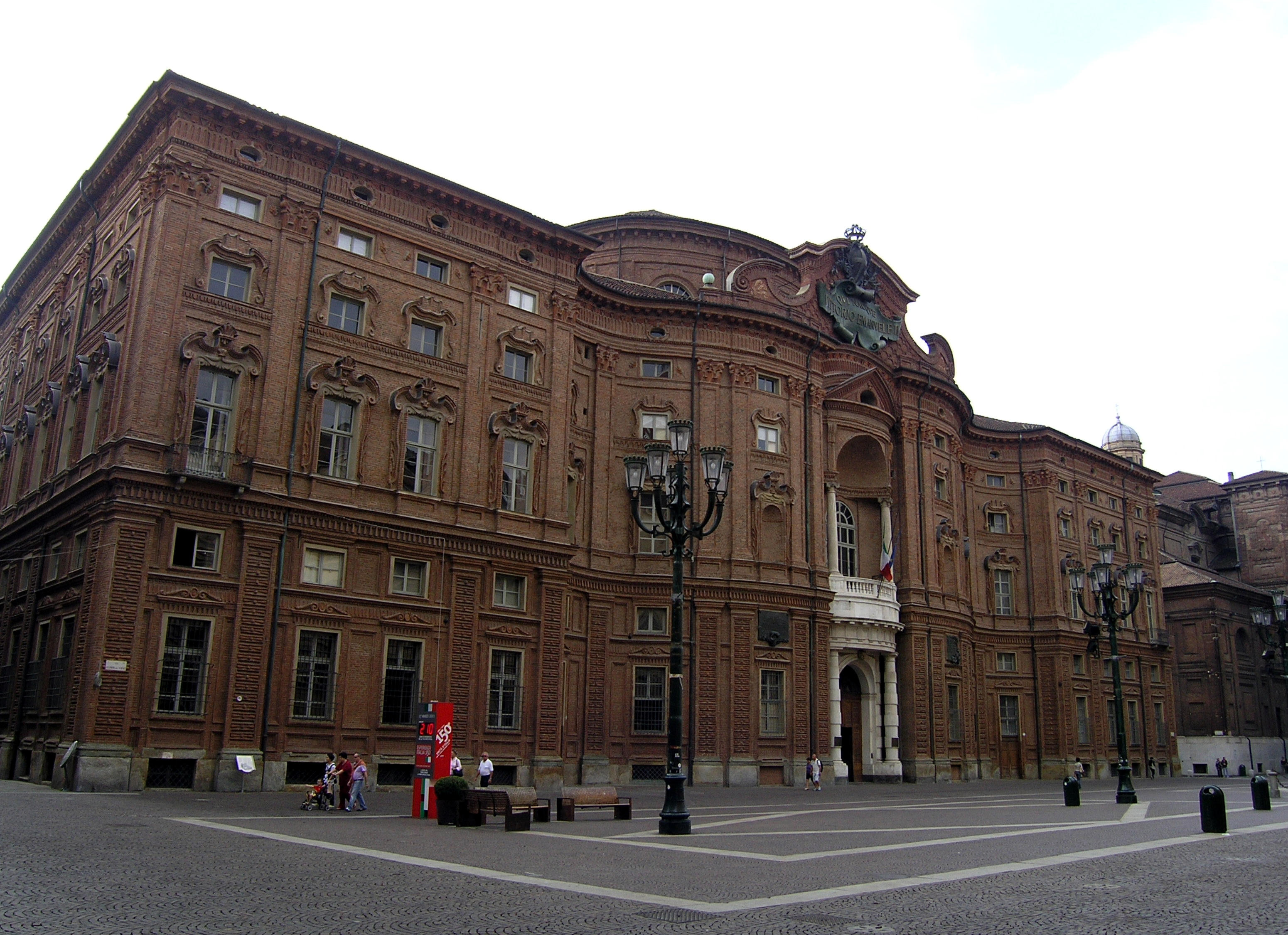
Palazzo Carignano
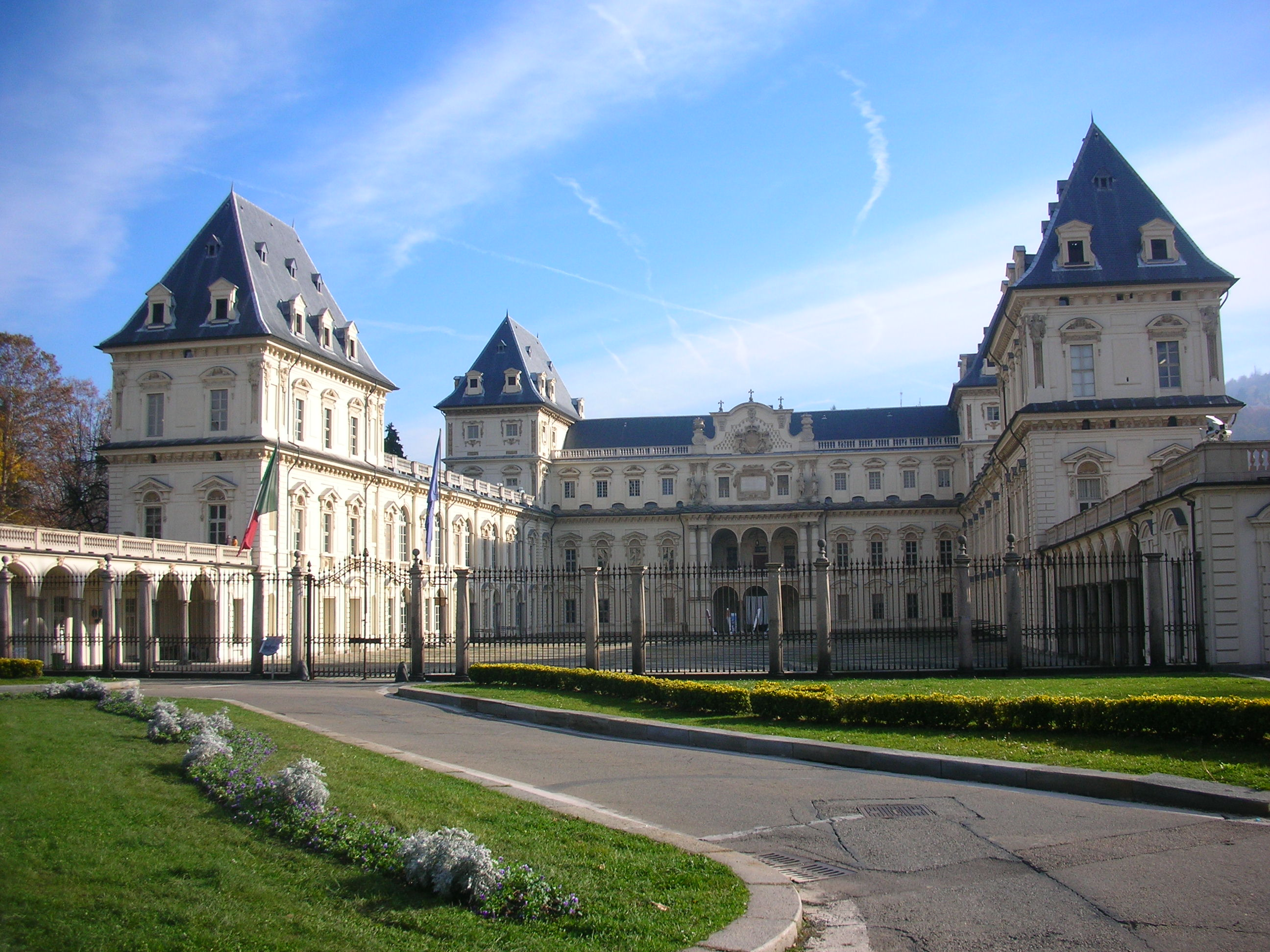
Castello del Valentino
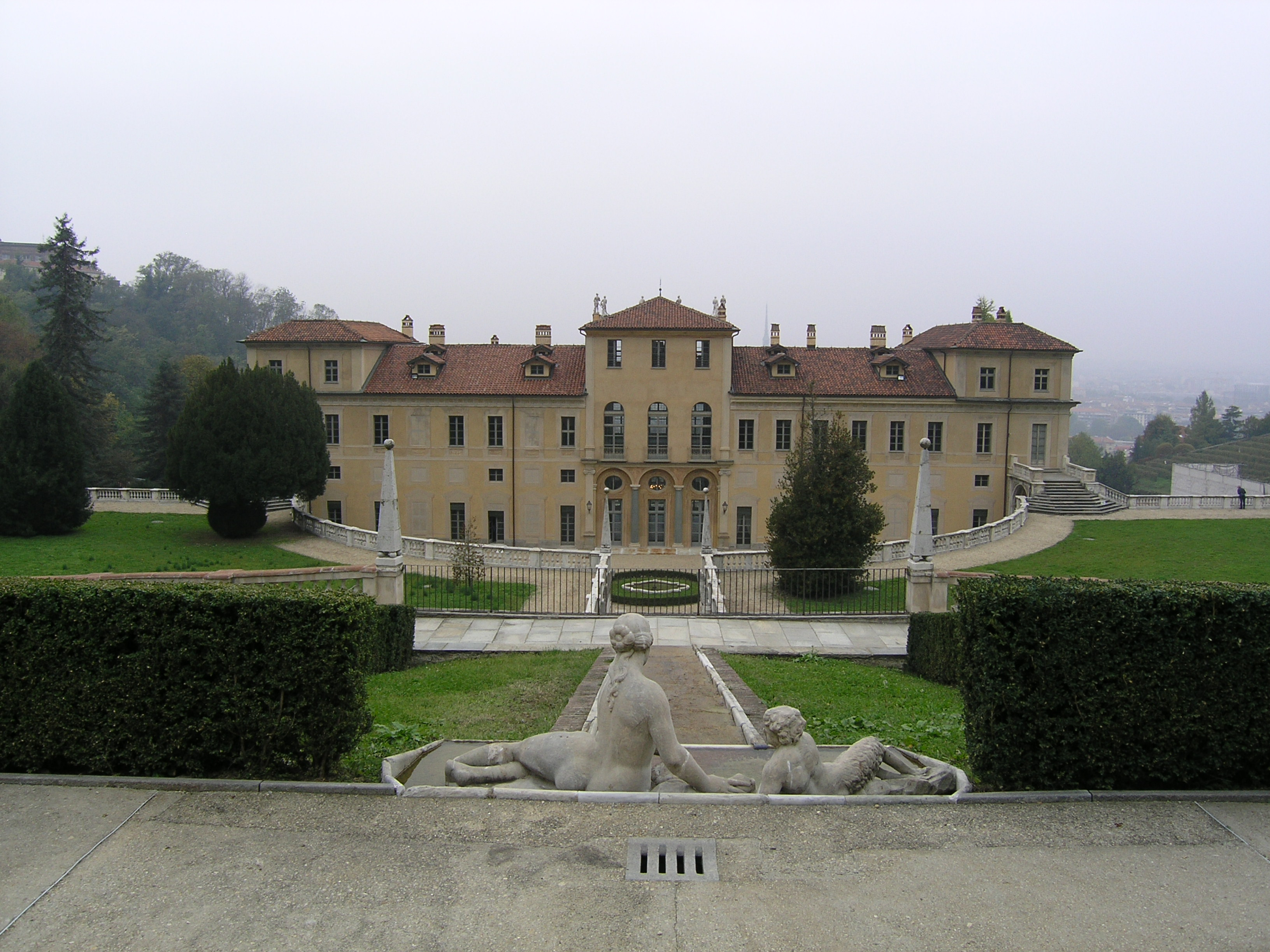
Villa della Regina

#### Poza Turynem
Zamek Rivoli zaplanowany pierwotnie jako twierdza wojskowa mieści obecnie Muzeum Sztuki Współczesnej. Pałac Królewski w Venaria Reale został zaprojektowany w 1658 roku przez Amedeo di Castellamonte dla księcia Karola Emanuela II i dedykowany Dianie, bogini łowów. W latach 1716–1728 Filippo Juvara zrealizował szereg pomieszczeń jak Galleria di Diana, Citroniera, Scuderie oraz kaplicę św. Huberta. Zamek razem z otaczającym go parkiem tworzy kompleks o powierzchni 48 hektarów, zwany turyńskim „Wersalem”. Położony w pobliżu Borgo Castello de La Mandria, otoczony jest rozległym, naturalnym parkiem. Uwagę zwraca też pałacyk myśliwski w Stupinigi (Palazzina di caccia di Stupinigi), również zaprojektowany przez Filippo Juvarę. Na początku XIX wieku miejscowość Stupinigi była miejscem wystawnych gali oraz rezydencją Napoleona. Zamek Moncalieri, jedna z najstarszych rezydencji Sabaudii, został wybudowany w średniowieczu do celów obronnych, a później przebudowany na dwór królewski dynastii sabaudzkiej. Pozostałe rezydencje dynastii sabaudzkiej to: zamek książęcy w Agliè (prowincja Turyn) z 300 bogato urządzonymi pokojami, zamek w Racconigi (prowincja Cuneo) otoczony rozległym, naturalnym parkiem, zamek w Govone (także w prowincji Cuneo), letnia rezydencja dynastii, otoczony XVIII-wiecznym ogrodem, wyróżniający się mitologicznym motywem w trompe l'oeil w Sali Honorowej (Salone d'onore) oraz neogotycki zamek w Pollenzo (prowincja Cuneo), wykorzystywany jako miejsce do produkcji wina.

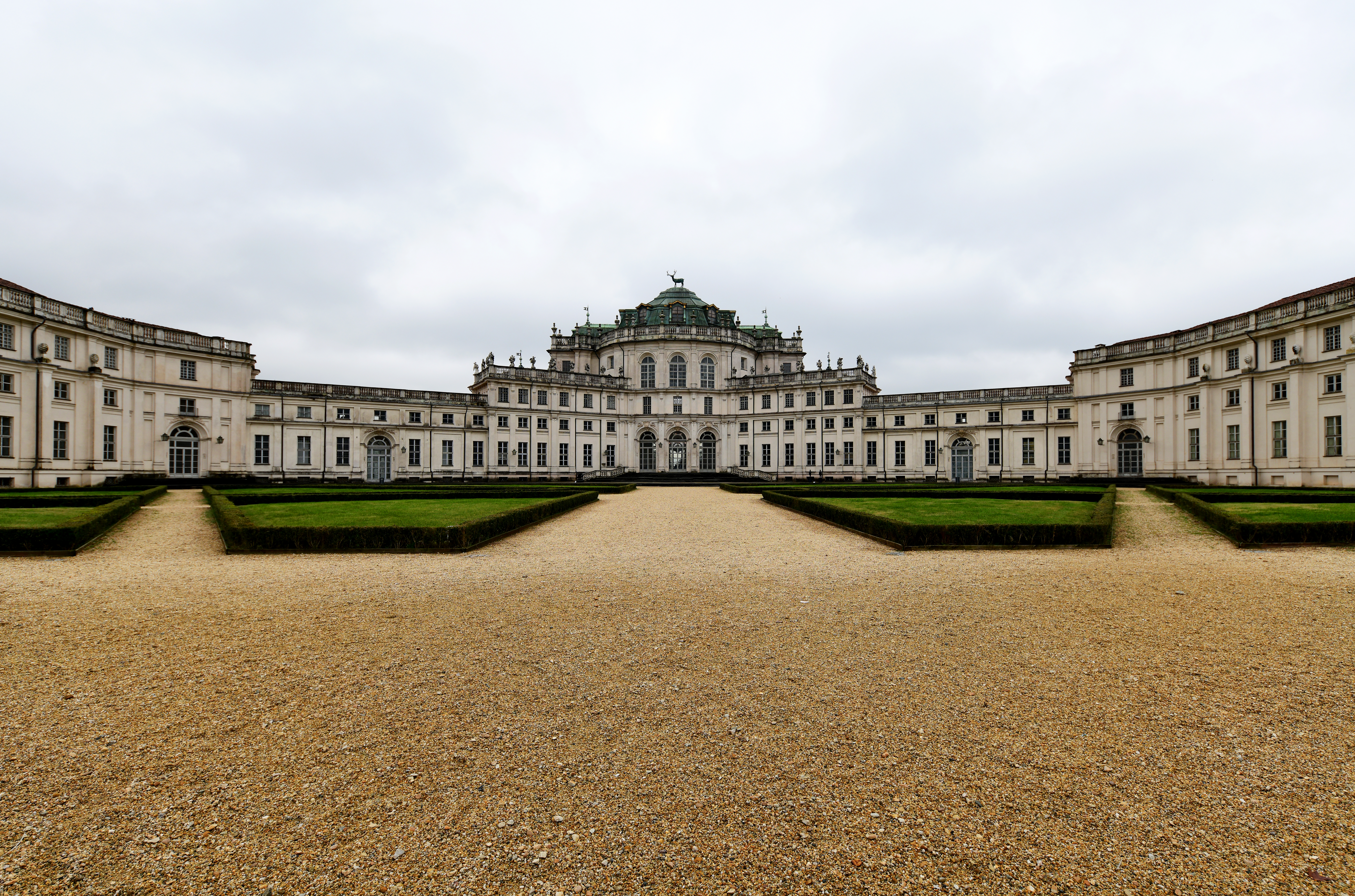
Palazzina di caccia di Stupinigi
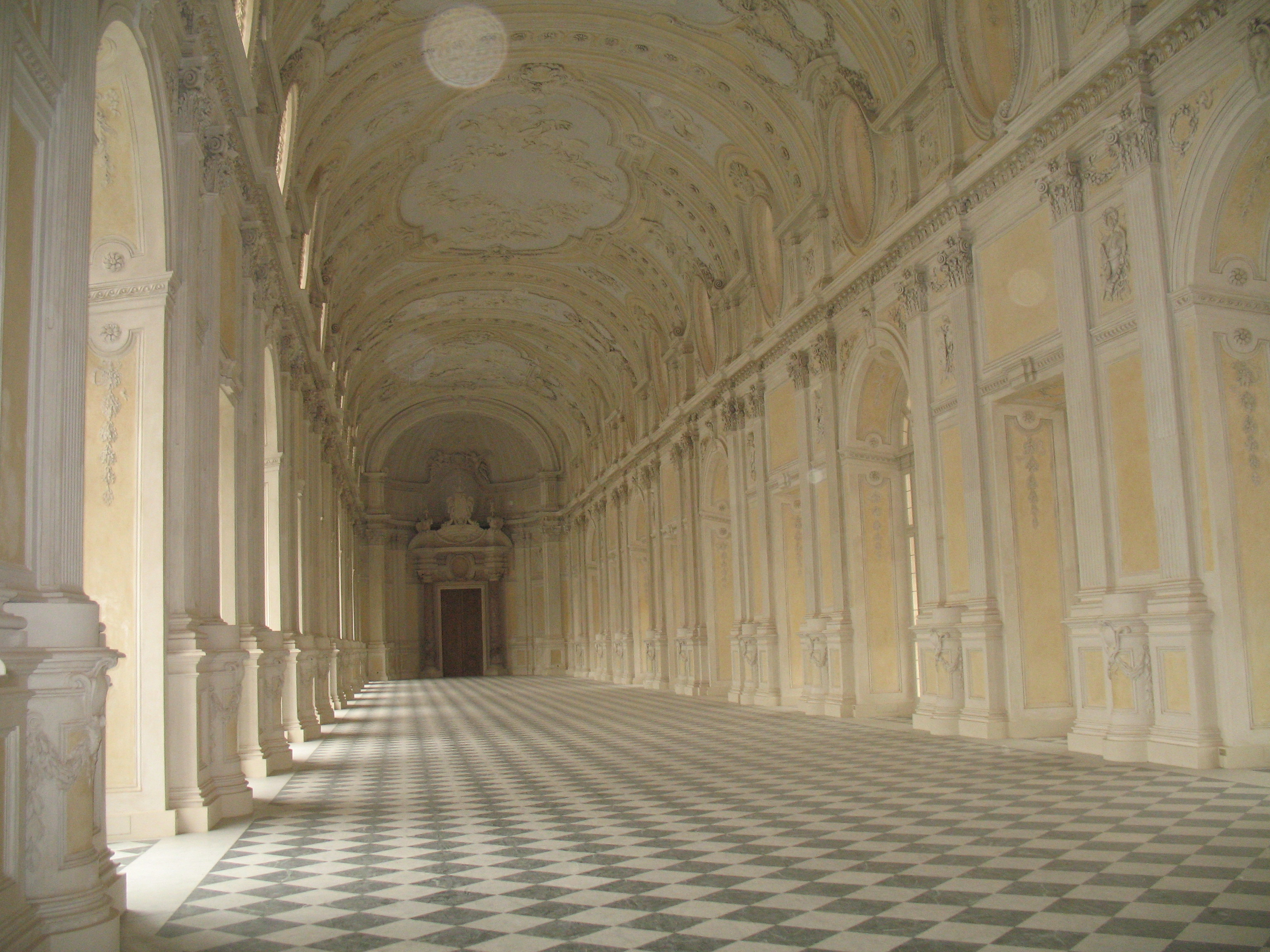
Reggia di Venaria Reale
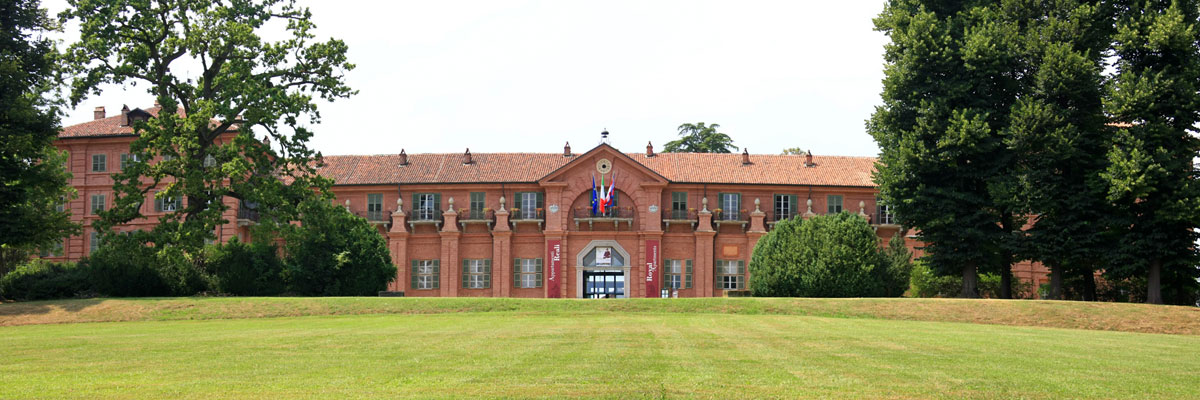
Borgo Castello nel parco de La Mandria
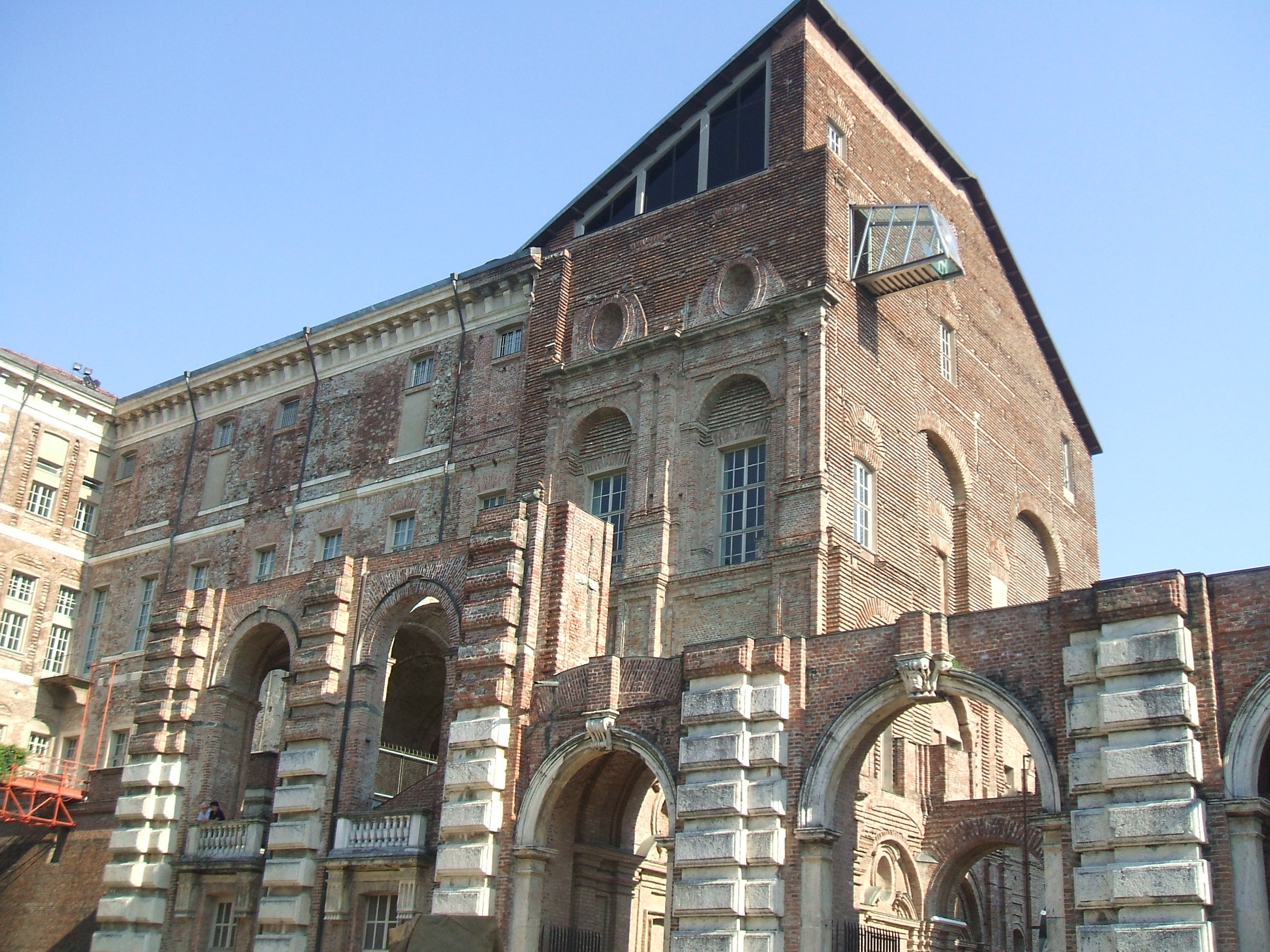
Castello Rivoli
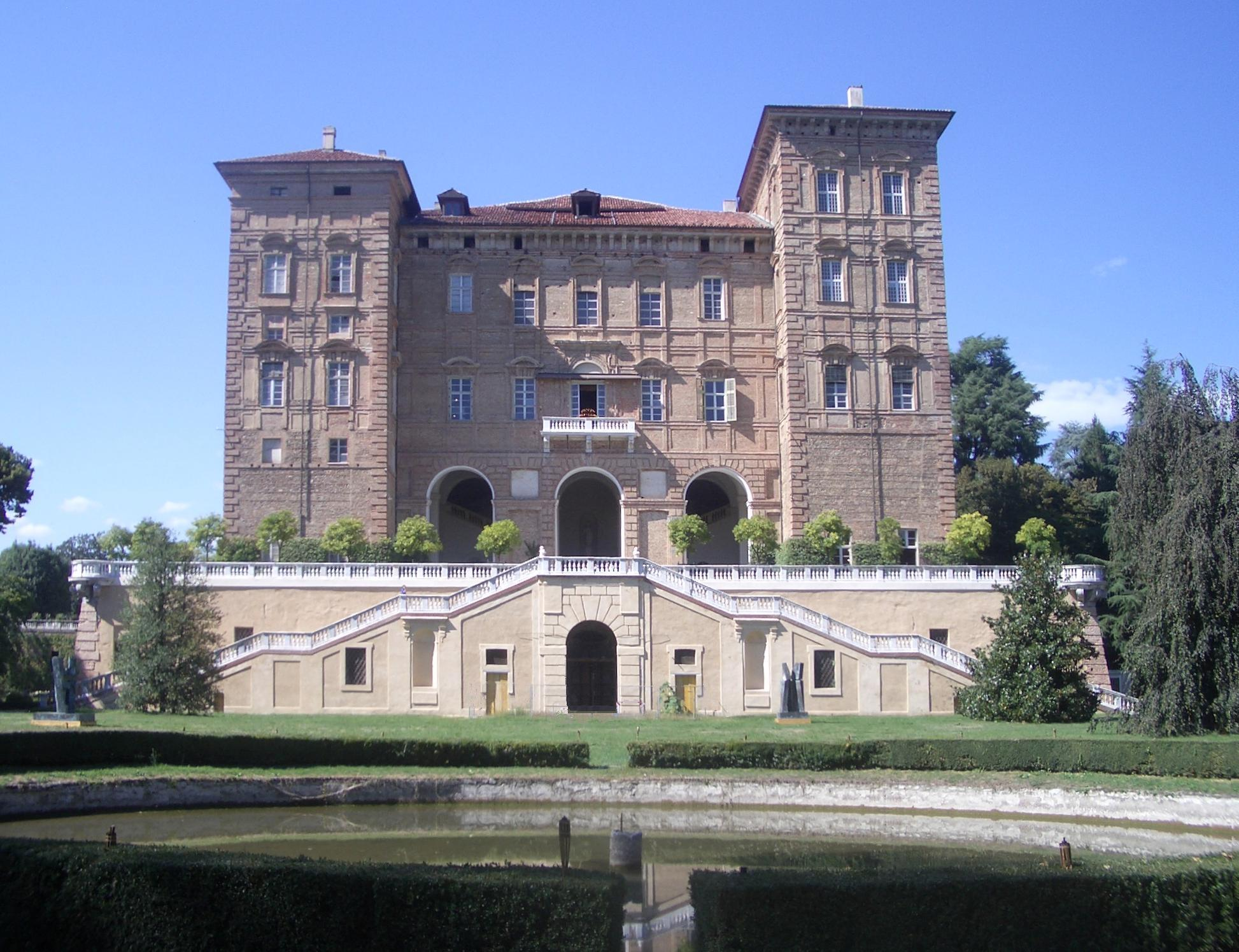
Castello di Agliè
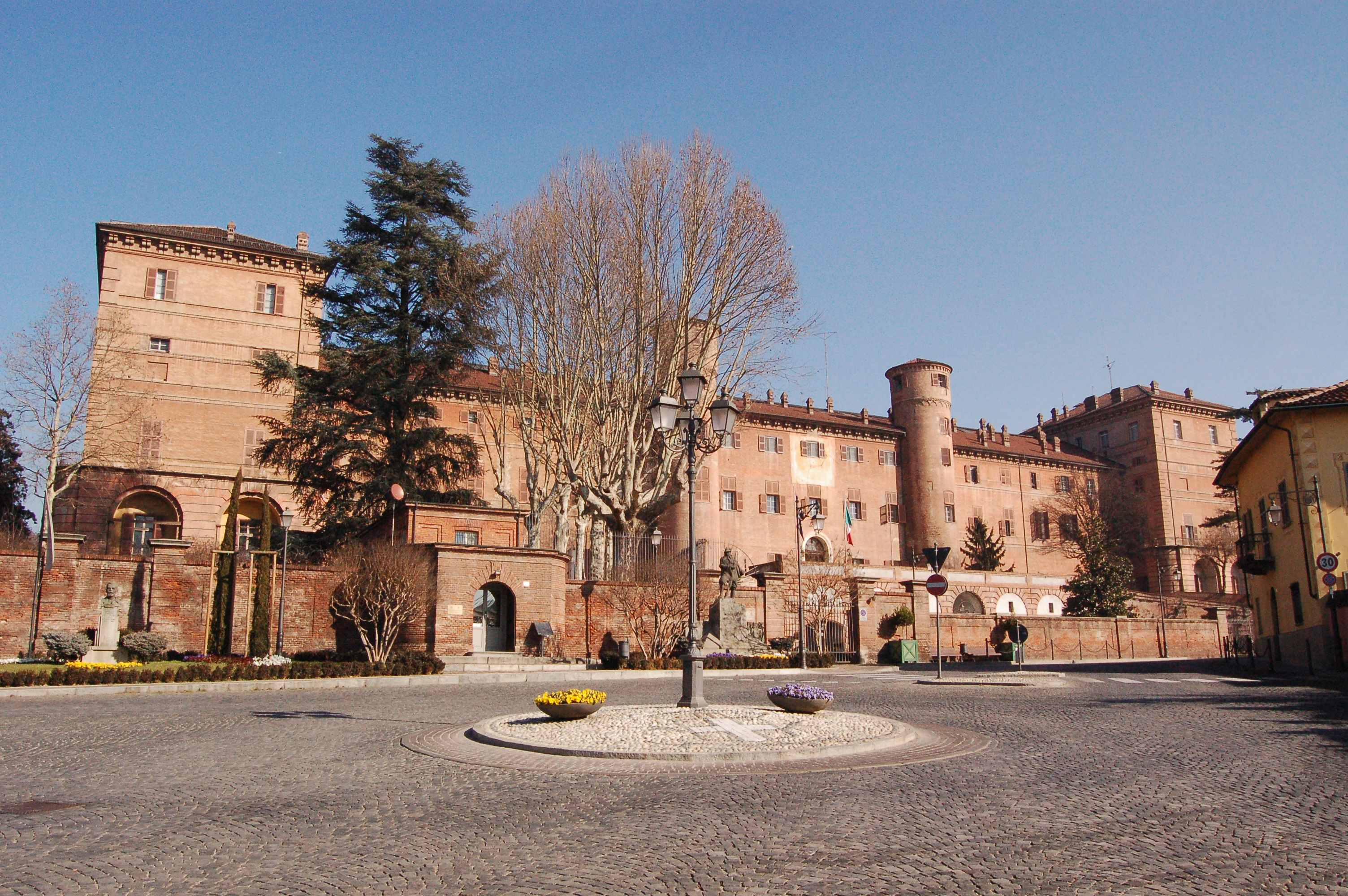
Castello Moncalieri
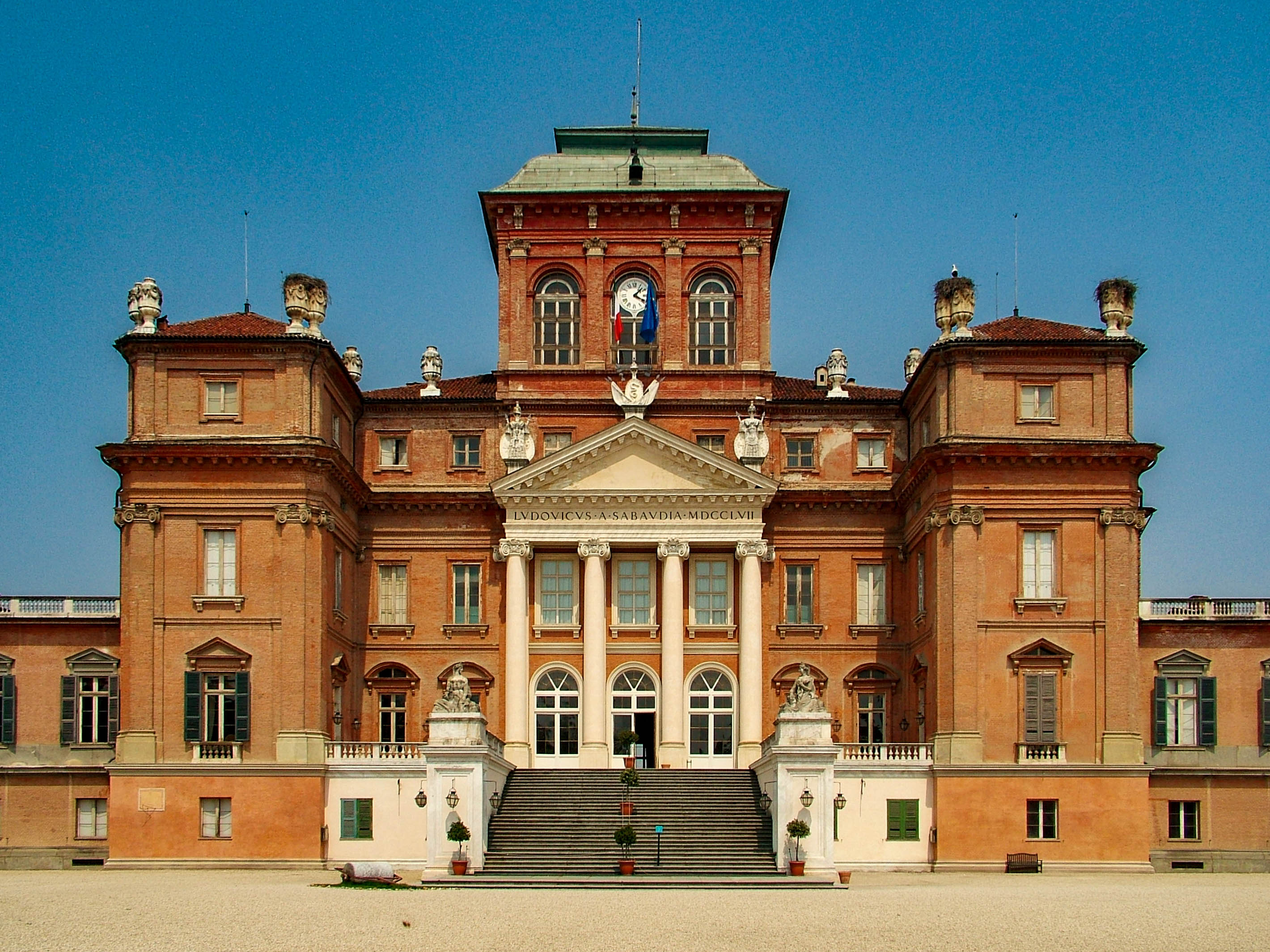
Castello di Racconigi
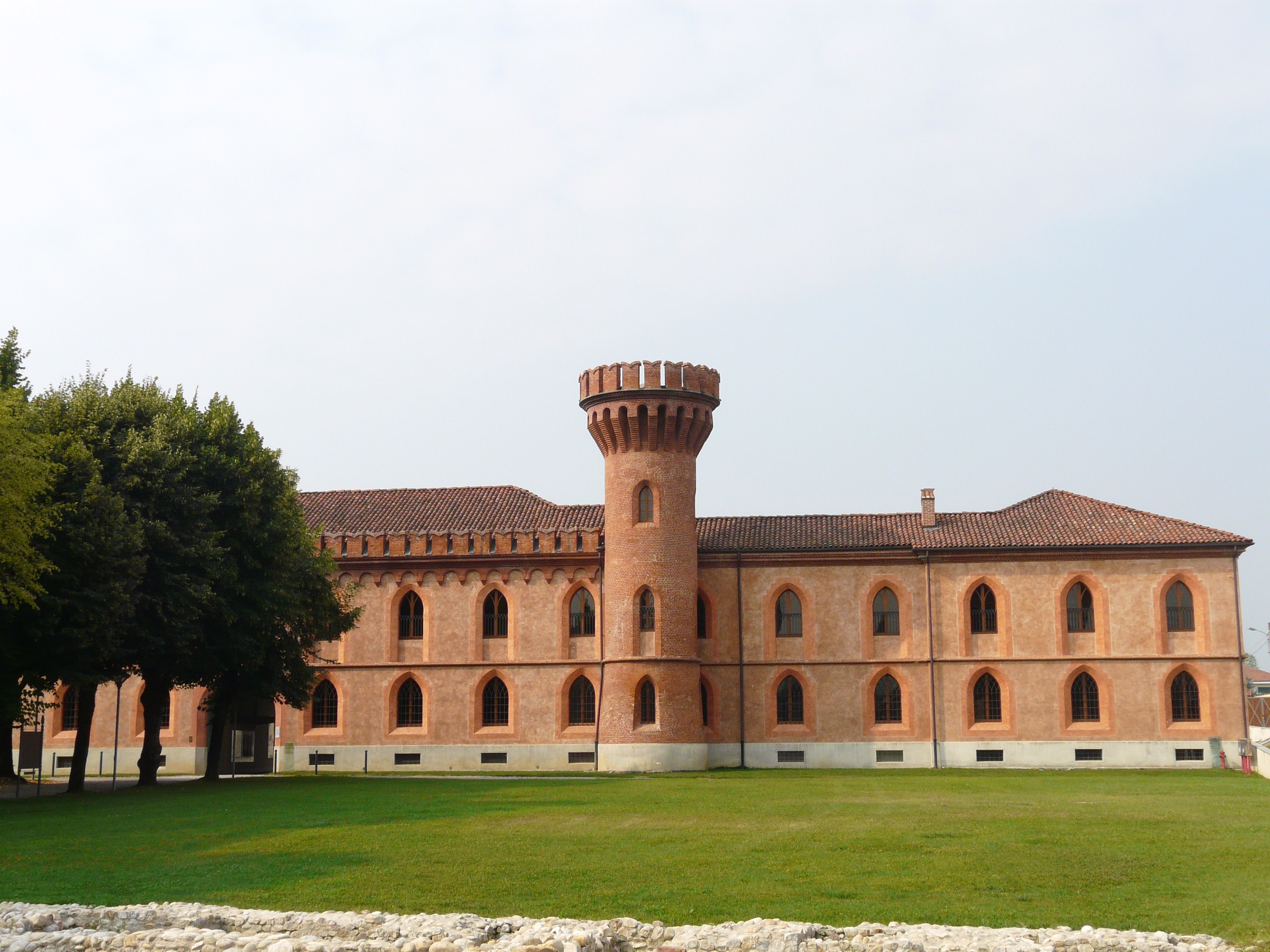
Castello di Pollenco
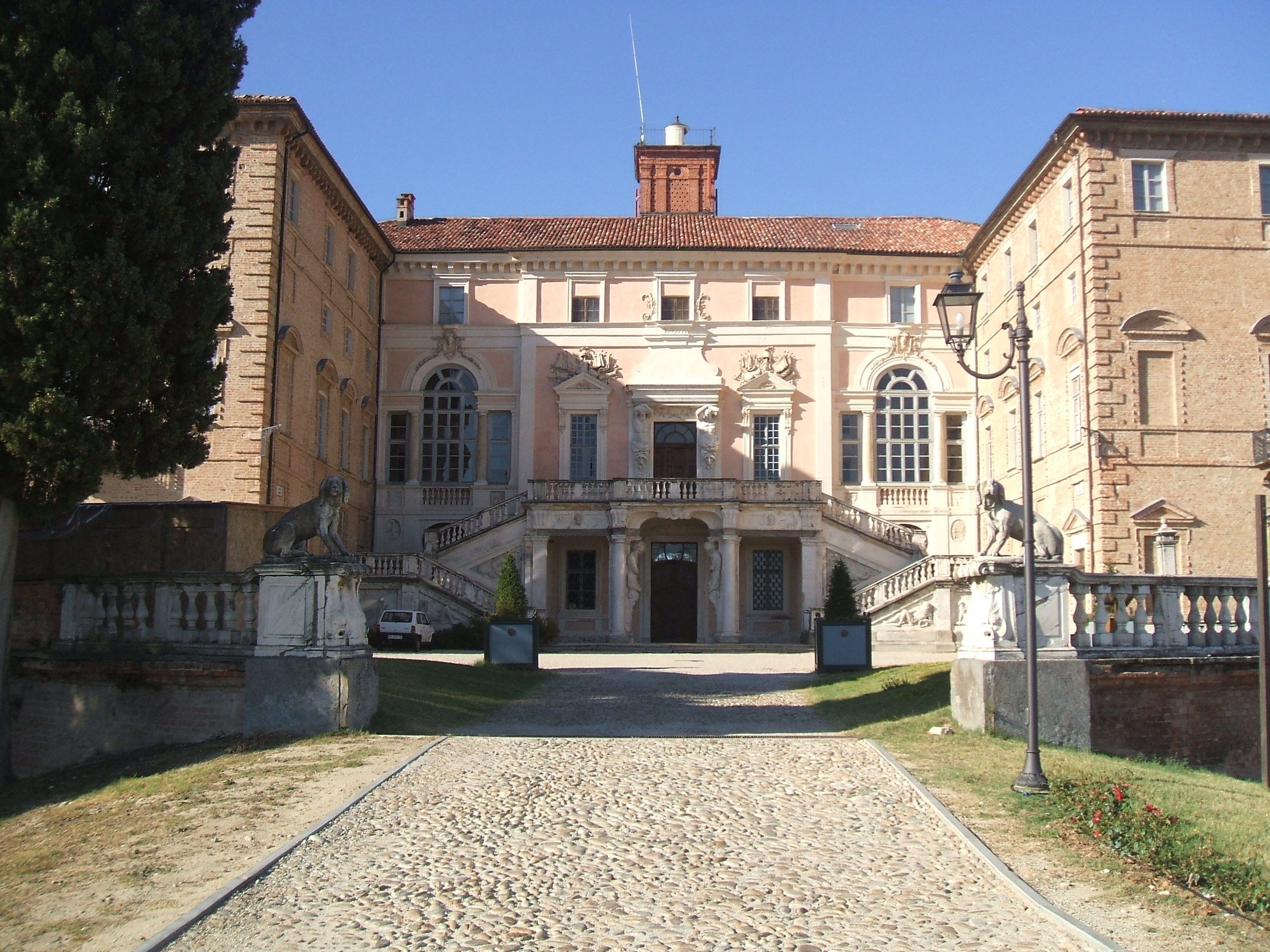
Castello di Govone